# 升d小調
升D小調是從升D音開始的音樂的小調，組成的音有升D、升E、升F、升G、升A、B、升C及升D。升D小調是一個有6個升號的調。與降E小調異名同音。在和聲小調中，升C以重升C取代。在旋律小調的上行中，B及升C分別以升B與重升C取代。
它的關係調是升F大調，並行大調是升D大調。